# Agencja Pocisków Balistycznych Armii

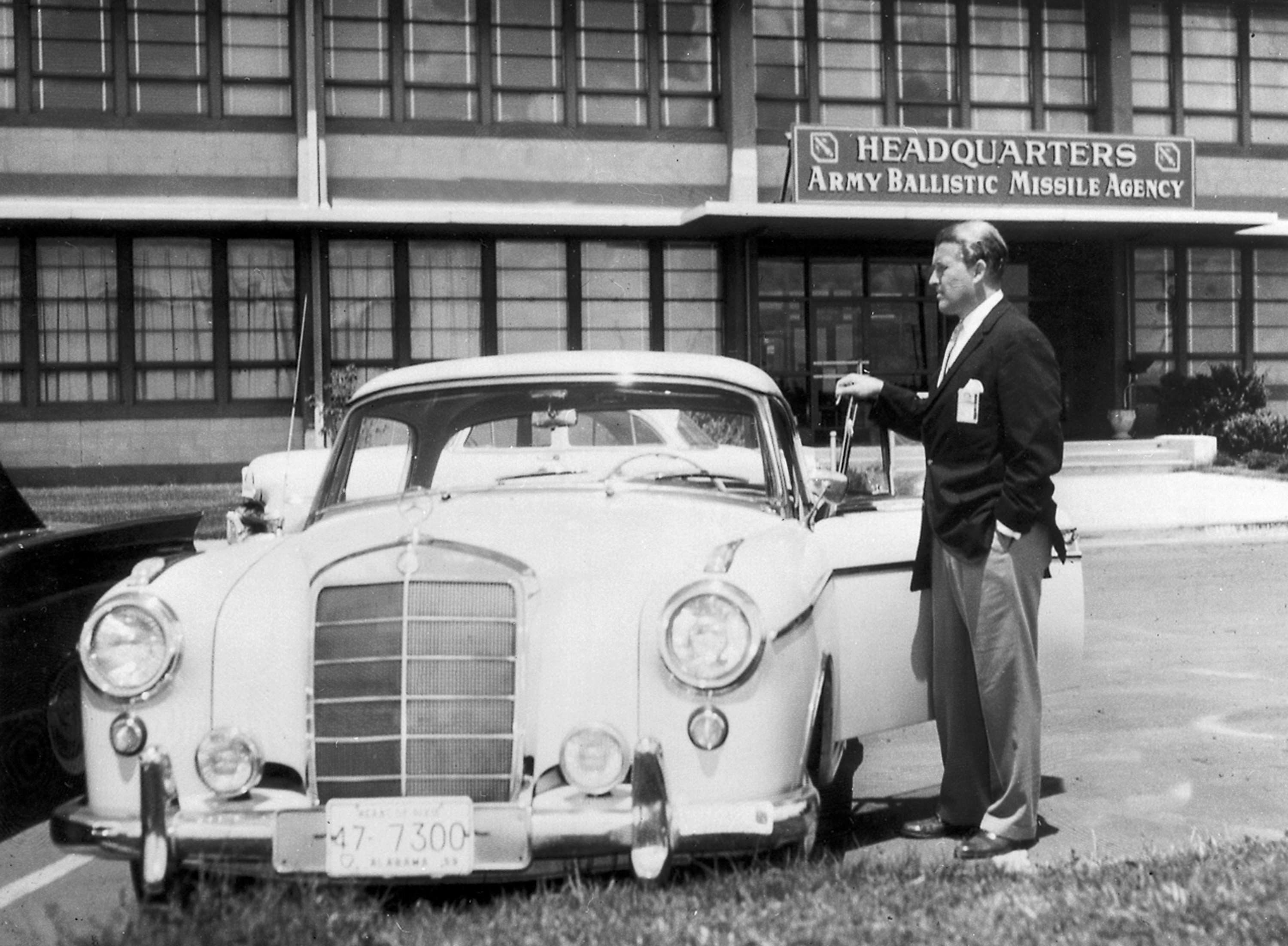
Dr Wernher von Braun, który służył jako dyrektor Wydziału Operacji Rozwoju Wojskowej Agencji Rakiet Balistycznych (ABMA), jest pokazany w pozie ze swoim samochodem Mercedes 220S Coupe przed budynkiem Redstone 4488, w którym mieści się ABMA.

Agencja Pocisków Balistycznych Armii (ang. Army Ballistic Missile Agency) – instytucja Armii Stanów Zjednoczonych powołana w celu prac nad pociskami balistycznymi dalekiego zasięgu oraz rakietami zdolnymi do wynoszenia sztucznych satelitów na orbitę Ziemi. Powołana została 22 listopada 1955 w wyniku decyzji amerykańskiego sekretarza obrony, o konsolidacji wojskowych instytucji pracujących nad rakietami balistycznymi dalekiego zasięgu, w jeden organ. Efektem prac ABMA były rakiety z rodziny Jupiter oraz Saturn I. Na czele agencji stał Wernher von Braun. W 1960 włączona w struktury NASA jako Centrum Lotów Kosmicznych imienia George’a C. Marshalla.